# Crush’s Coaster
Crush’s Coaster ist eine Stahlachterbahn vom Typ Spinning Coaster des Herstellers Maurer Rides im Themenpark Walt Disney Studios Park im Disneyland Resort Paris. Das Thema der Bahn basiert auf dem Animationsfilm Findet Nemo.
Die Station der am 16. Mai 2007 eröffneten Bahn ist wie ein alter Hafen thematisiert. Die insgesamt 13 Einzelchaisen für jeweils vier Personen halten hier nicht an, sondern fahren langsam durch. Die Wagen sind, entsprechend der Figur Crush aus dem Film, wie Schildkrötenpanzer gestaltet.
Im Anschluss an die Station werden die Wagen von einem kleinen Kettenlift auf etwa vier Meter Höhe transportiert, um dann kurzfristig auf einer weit geschwungenen Rechtskurve das Gebäude zu verlassen. Zurück im Innern wird nun ein kurzer Dark-Ride-Teil, gestaltet als Unterwasserwelt, mit Animatronics und Projektionen der Filmfiguren durchfahren.
Der sich anschließende Hauptkettenlift mit 15,5 Meter Schienenhöhe ist umgeben von einem als versunkenes U-Boot gestalteten Tunnel. Das Layout der folgenden Achterbahnstrecke entspricht weitgehend dem der transportablen Anlagen SC2000 des Herstellers, zum Beispiel dem in Deutschland reisenden Spinning Racer von Bruch. Die gesamten Strecke verläuft weitgehend im Dunkeln, abgesehen von Projektionen eines Wasserstrudels, und wird von Musik aus dem Film begleitet.
Die Gesamtfahrzeit auf der 545 Meter langen Strecke beträgt 1:55 Minuten, davon entfallen 55 Sekunden auf den Dark-Ride-Teil und die restliche Minute auf die eigentliche Achterbahnfahrt. Die Chaisen erreichen dabei eine Spitzengeschwindigkeit von 60 km/h.

## Auszeichnungen
Das Fahrgeschäft wurde 2008 mit dem Neuheitenpreis „FKF-Award 2007“ des Freundeskreises Kirmes und Freizeitparks e. V. ausgezeichnet.